# Ярощук Арсеній Антонович
Арсеній Антонович Ярощук (27 травня 1919, село Вовківці Подільської губернії, тепер Шепетівского району Хмельницької області — ?) — український радянський і партійний діяч, секретар Хмельницького обкому КПУ, голова Хмельницького обласного комітету народного контролю.

## Життєпис
Народився в селянській родині.
З вересня 1937 року — в Червоній армії. Служив у 204-му кавалерійському полку 78-ї кавалерійської дивізії 14-го кавалерійського корпусу
Закінчив Військово-ветеринарну академію. Член ВКП(б). 
З травня 1942 року — учасник німецько-радянської війни. З жовтня 1942 року служив старшим ветеринарним лікарем 25-го стрілецького полку 44-ї стрілецької дивізії 54-ї армії.
Після демобілізації перебував на партійній роботі.
До квітня 1953 року — голова виконавчого комітету Дунаївецької районної ради депутатів трудящих Кам'янець-Подільської області.
З квітня 1953 по грудень 1955 року — 1-й секретар Дунаївецького районного комітету КПУ Хмельницької області.
У грудні 1955 — 9 січня 1963 року — секретар Хмельницького обласного комітету КПУ.
9 січня 1963 — 4 грудня 1964 року — секретар Хмельницького сільського обласного комітету КПУ — голова сільського обласного комітету партійно-державного контролю. Одночасно, 12 січня 1963 — 7 грудня 1964 року — заступник голови виконавчого комітету Хмельницької сільської обласної ради депутатів трудящих.
4 грудня 1964 — лютий 1966 року — секретар Хмельницького обласного комітету КПУ — голова обласного комітету партійно-державного контролю. Одночасно, 7 грудня 1964 — грудень 1965 року — заступник голови виконавчого комітету Хмельницької обласної ради депутатів трудящих.
У грудні 1965 — 17 вересня 1970 року — голова Хмельницького обласного комітету народного контролю.
Подальша доля невідома.

## Звання
- капітан ветеринарної служби
- майор ветеринарної служби

## Нагороди
- орден Вітчизняної війни І ст. (27.05.1989)
- орден Трудового Червоного Прапора (26.02.1958)
- орден Червоної Зірки (27.05.1944)
- медаль «За оборону Ленінграда» (1942)
- медаль «За перемогу над Німеччиною у Великій Вітчизняній війні 1941—1945 рр.» (1945)
- медалі